# Умри мушки са осветом
Умри мушки са осветом (енгл. Die Hard: With a Vengeance) је амерички акциони филм редитеља Џона Мактирнана из 1995. са Брусом Вилисом у улози детектива Џона Маклејна. Овај филм је трећи наставак акционог филмског серијала Умри мушки.

## Радња
Главни негативац у овом филму је Петер Криг (Џереми Ајронс), брат Ханса Грубера (Алан Рикман), који је, као и Ајронс био Енглез који глуми Немца. Ханс је био немачки криминалац којег је убио њујоршки полицајац Џон Меклејн (Брус Вилис) на крају првог филма. Иако се на почетку чини како Криг тражи освету за братовљеву смрт, касније се испоставља да су посреди други мотиви.
Криг почиње свој крвави поход експлозијом бомбе у саобраћајној улици и каже полицији, називајући се „Сајмон“, да Меклејн мора одшетати у Харлем носећи таблу на себи на којој пише „Мрзим црнце“. Кад му пиштољем запрети један Афроамериканац, помаже му црначки активист и трговац Зјус Карвер (Самјуел Л. Џексон). Карвер склања Меклејна, не зато што се брине за њега, него јер је свестан да би бели полицајци кренули у поход ако један њихов заврши мртав. Сајмон сада захтева да овај "Добри Самарићанин" постане део игре, хтео он то или не.
Сајмон је делом града поставио праве и лажне бомбе. Присиљава Меклејна и Карвера да почну играти игру звану „Сајмон каже“, која се састоји од тога да им даје информацију о томе где су бомбе које они морају деактивирати.
Игра почиње код телефонске говорнице. Сајмон им задаје задатак који морају да реше како би деактивирали бомбу. Кад су решили, требало је да зову 555 и одговоре у одређеном року или ће бомба експлодирати. Срећом, Сајмон није рекао „Сајмон каже“ па ту није ни било бомбе.
Меклејну је речено да има пола сата да оде до говорнице на станици подземне железнице код Волстрита. Како би дошао на време, Меклејн узима ауто и пролази кроз Сентрал парк. Назива хитну службу како би му амбуланта кола помогла кроз градску гужву. Меклејн успева да уђе у воз у подземној железници у којем је сакривена бомба. Откида је са зида и баца кроз прозор воза. Само Зјус стиже до говорнице. Сајмон му каже да ту мора бити и Меклејн. Још једна бомба експлодира.
За следећу бомбу морају употребити кругове од 3 галона и од 5 галона како би усули тачно 4 галона воде да би деактивирали бомбу у коферу.
"Шта је 21 од 41?". Зјус схвата како су била 42 председника САД, али не може се сетити ко је био 21. председник, возач камиона каже Меклејну да је то био Честер А. Артур, како се зове и школа у коју је Сајмон наводно поставио бомбу. Међутим, Сајмон их је преварио и полиција не проналази бомбу.
Полиција је до тада мислила како је све то пренадувани чин освете. Али, заправо, је то само диверзија која је требало да скрене пажњу с правог Сајмоновог циља: пљачку резерви из складишта Федералне банке у Њујорку, у којој је спремљено злато више земаља, а има га више него у Форт Ноксу. Полиција и остале агенције заузете су претраживањем хиљаду школа у Њујорку. То омогућава Сајмону и његовим источноевропским пријатељима да провале у трезор банке и побегну са камионима пуним злата.
Меклејн и Карвера коначно схватају план и сукобљавају се с бандом док ови утоварају плен за брод за бекство. Двојица су заробљени и остављени на броду с огромном бомбом. У овом тренутку јављају си и осећаји код Меклејна, који Карверу признаје да је се опет удаљио од жене, а Карвера га наговара да је барем назове.
Успевају побећи тренутак пре него што је брод експлодирао. Сајмон их је оставио у уверењу да је бомба још на броду, те да је циљ свега уздрмати светску економију. Међутим, Меклејн схвата како је то само још једна диверзија и да је злато спремљено на сигурном. Како пати од ужасне главобоље цели дан, Меклејн је успео добити аспирин од Сајмона. Карвера је успео уверити и Меклејн коначно назива супругу. Како се позив спаја, Меклејн узима једну таблету и погледа налепницу на кутији: открива како су таблете произведене у Квебеку. Меклејн је присиљен оставити телефон како би се дао у потеру за Сајмоном, па оставља жену чекајући на вези. Трагови их воде до складишта у Канади где су Сајмон и његова банда однели злато. Тамо је Сајмонову банду ухватила канадска полиција, а Сајмон из хеликоптера напада Меклејна и Карвера. У коначном обрачуну Меклејн присиљава хеликоптер да се спусти и упућује задњи хитац који је послао Сајмона његовом покојном брату.

## Улоге
| Глумац            | Улога                |
| ----------------- | -------------------- |
| Брус Вилис        | Џон Меклејн          |
| Џереми Ајронс     | Сајмон Грубер        |
| Семјуел Л. Џексон | Зјус Карвер          |
| Грејам Грин       | Џо Ламберт           |
| Лари Бригман      | инспектор Волтер Коб |
| Колин Кемп        | Кони Ковалски        |
| Ентони Пек        | Рики Волш            |
| Сем Филипс        | Катја                |
| Ник Вајман        | Матијаш Тарго        |
| Шерон Вошингтон   | Џејн                 |
| Кевин Чемберлејн  | Чарлс Вајс           |

## Зарада
Приказан 19. маја 1995, филм је у првом викенду зарадио 22 милиона долара и 100 милиона укупно у САД. Показао се као већи хит на страном тржишту, називајући га најуспешнијим америчким филмом у тој години. Укупно је филм зарадио 361.212.499 долара, а у 1995. године, завршио је на другом месту најуспешнијих филмова 1995, иза филма Прича о играчкама са 746 милиона долара.

## Занимљивости
- Умри мушки 3 је био први из серијала чија је радња не одвија за време божићних празника (иако се пар пута спомињу деда Мраз и Божић) и први у којем се Меклејн појављује као активни полицајац за значком. Осим тога, занимљиво је и то да по први пут скоро кроз цели филм има партнера, Зјуса Карвера. У Умри мушки сарадник Пауел је помагао Меклејну, али су се срели тек пред крај филма. У Умри мушки 2 у првој половини филма помоћник му је био контролор авио-саобраћаја, а у другој половини га замењује чувар куће. И трећи наставак следи исто, јер се партнер појављује након терористичке претње, а увучен је у радњу због Меклејнових поступака.
- Главни протагонист из Хенслијевог сценарија Сајмон каже био је њујоршки полицајац Алекс Бредшоу, а лик који је постао Зјус Карвер била је жена. Филмски студио је тражио од Хенслија да промени Зјусову расу из црне у белу.
- Филм је сниман под радним називом Умри мушки: Њујорк.
- Како би избегли нереде током снимања сцена у Харлему, на плочи коју носи Меклејн је заправо писало „Мрзим све“.
- У коментару редитељ Мактирнан је рекао како се будући потпредседник САД Дик Чејни појављује у епизодној улози.
- Већина филма снимљена је у Чарлстону, Јужна Каролина, укључујући и сцене у подземној железници (које су снимане на сету) и сцене на мосту (које су снимане на мосту Копер).
- У једној сцени Џон Меклејн одговара „Пушим цигаре и гледам Капетана Колкана“ на Зјусово питање. Ово је рефрен песме "Flowers on the Wall". Песму пева и Брус Вилис у филму Петпарачке приче, у којем су он и Самјел Л. Џексон остварили значајне улоге.
- У сцени с краја филма, док се Сајмон и његова екипа спремају напустити САД са златом, неко каже да ће камиони бити спремни за "...zwanzig Minuten", двадесет минута, на немачком. Међутим, у енглеским титловима пише „десет минута“. То би и било тачно да је речено "zehn Minuten".